# ティ・ロン
ティ・ロン（狄龍、1946年8月19日 - ）は、香港の俳優。
日本では『男たちの挽歌』シリーズの出演で知られているが、元は武術映画全盛期の香港で、数多くの映画に主演した俳優であった。カンフー映画の製作本数の減少によって人気も低迷したが、『男たちの挽歌』で復活を果たした。それ以来、出演作こそ少ないものの現在も活躍している。

## 来歴・人物
1968年にショウ・ブラザーズの俳優養成所に入った。翌年、『死角』のオーディションで張徹（チャン・チェ）監督に指名されて主役を演じた。主に楚原監督の作品（『楚留香』『蝙蝠傳奇』『天涯明月刀』『多情剣客無情剣』）で最も多く主役を演じた。張徹監督にはさらに認められ、姜大衛（デビッド・チャン）とのダブルキャストで最も成功を収めた。これらの実績により、張徹監督の『保鏢』（1969年）、『ヴェンジェンス 報仇』（1970年）、『英雄十三傑』（1970年）、『新･片腕必殺剣』（1971年）等で姜大衛と共に出演した。
端正な外見に加えて詠春拳の達人であり、カンフーの腕も確かだった。そのため、主演映画は台湾や東南アジアで一世を風靡し、ロンも一躍人気を博した。
1973年、『ブラッド・ブラザース 刺馬』で悪役の馬新貽を演じ、第11回金馬奨の優秀演技特別賞を獲得。それと同時に、第19回アジア映画祭の表現特出性格男優賞をも獲得した。この後、『冷血十三鷹』（1979年）で第25回アジア太平洋映画祭の演技最特出男優賞を獲得した。卓越した演技力とアクションにより武侠映画のトップスターとなり、多くの賞を獲得した。
1985年6月、18年間で80作以上の映画に出演して『後生』や『電單車』などの監督を務めたショウ・ブラザーズを離れた。
ショウ・ブラザーズ退社後は一時低迷するが、1986年の『男たちの挽歌』で復活を果たし、第23回金馬奨の最優秀主演男優賞を受賞した。それ以後、出演作品は少ないものの重厚な演技を見せ続けている。2000年には『流星 THE KID』で第19回香港電影金像奨最優秀助演男優賞を受賞。2007年には第12回香港電影金紫荊奨卓越成就賞を受賞。
2015年『わたし、ニューヨーク育ち』で第７回マカオ国際電影節最優秀主演男優賞を受賞。

## 主な出演作品
- ヴェンジェンス 報仇（1970年）
- 新･片腕必殺剣（1971年）
- フィスト・バトル 拳撃（1971年）
- 復讐武侠客（1971年）
- 暗殺指令シャッター（1972年）
- 水滸伝（1972年）
- 続・拳撃 悪客（1972年）
- 四騎士（1972年）
- ブラッド・ブラザース 刺馬（1973年）
- 英雄十三傑（1973年）
- 水滸伝 杭州城決戦（1973年）
- 新・少林寺列伝（1975年）
- マジッククンフー神打拳（1975年）
- マジック・ブレード（1976年）
- 蛇王子（1976年）
- 少林寺列伝（1976年）
- 続・嵐を呼ぶドラゴン（1976年）
- 多情剣客無情剣（1977年）
- 武侠怪盗英雄剣・楚留香（1977年）
- 楚留香之二蝙蝠伝奇（1977年）
- 続・空とぶギロチン〜戦慄のダブル・ギロチン〜（1977年）
- 冷血十三鷹（1978年）
- カンフーエンペラー（1980年）
- 書剣恩仇録（1981年）
- 忍者外伝・倭冠掃蕩作戦（1981年）
- 楚留香之幽霊山荘（1982年）
- 少林拳王子（1982年）
- 上海・13（1984年）
- 英雄正伝（1986年）
- 男たちの挽歌（1986年）
- 飛龍伝説オメガクエスト（1986年）
- 男たちの挽歌 II（1987年）
- 野獣たちの掟（1987年）
- タイガー・オン・ザ・ビート（1988年）
- 非情の街（1989年）
- ワイルド・ヒーローズ 暗黒街の狼たち（1989年）
- 九龍大捜査線（1993年）
- 裸足のクンフー・ファイター（1993年）
- 英雄剣（1993年）
- 酔拳2（1994年）
- 流星 THE KID（1999年）
- スター・ランナー（2003年）
- 失われた龍の系譜 トレース・オブ・ア・ドラゴン（2003年）ナレーション
- 侠影仙踪（2004年）テレビドラマ
- ソウルウェディング 花嫁はギャングスター3（2005年）
- バタフライ・ラヴァーズ（2008年）
- 三国志（2008年）
- 決闘の大地で（2010年）
- 光輝歳月（2012年）
- 愛在響螺灣（2012年）
- セブン・アサシンズ 清朝の暗殺者（2013年）
- 落跑吧愛情 (2015年)
- わたし、ニューヨーク育ち 我來自紐約 (2015年) 2016年第11回大阪アジアン映画祭で上映
- 我来自纽约2：当我们在一起 (2017年)
- 一家大晒 (2018年)